# Convertidor de potencia
La conversión de potencia es el proceso de convertir una forma de energía en otra, esto puede incluir procesos electromecánicos o electroquímicos.
En electricidad y electrónica los tipos más habituales de conversión son:
- AC a DC.
  - Rectificadores
  - Fuentes de alimentación conmutadas
- DC a AC (inversores).
- AC a AC
  - Transformadores/autotransformadores (dispositivos eléctricos)
  - Conversores AC-AC (dispositivos electrónicos)
- Convertidores de tensión a corriente y viceversa.